# Hajnalka Tóth
Hajnalka Tóth (Békéscsaba, 27 de agosto de 1976) es una deportista húngara que compitió en esgrima, especialista en la modalidad de espada.
Ganó seis medallas en el Campeonato Mundial de Esgrima entre los años 1998 y 2005, y ocho medallas en el Campeonato Europeo de Esgrima entre los años 1999 y 2006.
Participó en los Juegos Olímpicos de Atenas 2004, ocupando el quinto lugar en la prueba por equipos.

## Palmarés internacional
| Campeonato Mundial | Campeonato Mundial        | Campeonato Mundial | Campeonato Mundial |
| Año                | Lugar                     | Medalla            | Prueba             |
| ------------------ | ------------------------- | ------------------ | ------------------ |
| 1998               | La Chaux-de-Fonds (Suiza) | Medalla de bronce  | Espada individual  |
| 1999               | Seúl (Corea del Sur)      | Medalla de oro     | Espada por equipos |
| 2001               | Nimes (Francia)           | Medalla de bronce  | Espada por equipos |
| 2002               | Lisboa (Portugal)         | Medalla de oro     | Espada por equipos |
| 2003               | La Habana (Cuba)          | Medalla de bronce  | Espada por equipos |
| 2005               | Leipzig (Alemania)        | Medalla de plata   | Espada por equipos |
| Campeonato Europeo |                           |                    |                    |
| Año                | Lugar                     | Medalla            | Prueba             |
| 1999               | Bolzano (Italia)          | Medalla de bronce  | Espada por equipos |
| 2000               | Funchal (Portugal)        | Medalla de plata   | Espada por equipos |
| 2001               | Coblenza (Alemania)       | Medalla de oro     | Espada por equipos |
| 2002               | Moscú (Rusia)             | Medalla de oro     | Espada por equipos |
| 2004               | Copenhague (Dinamarca)    | Medalla de plata   | Espada por equipos |
| 2004               | Copenhague (Dinamarca)    | Medalla de bronce  | Espada individual  |
| 2005               | Zalaegerszeg (Hungría)    | Medalla de plata   | Espada individual  |
| 2006               | Esmirna (Turquía)         | Medalla de plata   | Espada por equipos |